# Antycentrum Galaktyki
Antycentrum Galaktyki – teoretyczny punkt na niebie, położony dokładnie przeciwlegle do centrum Galaktyki. Jego położenie jest względne, gdyż ściśle zależy od umiejscowienia obserwatora, więc nie jest to stały punkt w przestrzeni. W większości przypadków pojęcie to odnosi się do antycentrum obserwatora z Ziemi, co wskazuje na jego położenie w Gwiazdozbiorze Woźnicy oraz gwiazdę Elnath jako najbliższą temu punktowi.